# بوگینگا
بوگینگا (به لهستانی:  Boginia) یک روستا در لهستان است که در گمینا نوووسولنا واقع شده‌است.